# خسرو روزبه
خسرو روزبه، (۱ شهریور ۱۲۹۴  – ۲۱ اردیبهشت ۱۳۳۷) ستوان کمونیست، ریاضیدان، نویسنده، متخصص نظامی و استاد دانشکده افسری و از اعضای سازمان نظامی و مخفی حزب توده و مسئول شعبه اطلاعات کل آن بود. او را می‌توان یکی از جنجال‌برانگیزترین چهره‌های جنبش کمونیستی استالین در ایران نامید. روزبه، نویسنده چندین کتابچه در زمینه های آموزش شطرنج و جنگ‌افزارهای توپخانه‌ای بود و تألیفات او دربارهٔ خمپاره و توپ، سال‌ها به عنوان کتاب درسی مدارس نظامی تدریس می‌شد. او به همراه آرداشس اُوانِسیان، نخستین فرهنگ واژگان سیاسی در ایران را به رشته تحریر درآورد. او در سال ۱۳۳۶ دستگیر شد و یک سال پس از آن به اعدام محکوم و تیرباران شد.

## زندگی
خسرو روزبه، دومین فرزند خانوادهٔ «ضیاء لشکر» در سال ۱۲۹۴ شمسی در سامن متولد شد. خسرو در خانواده‌ای سطح متوسط به دنیا آمد و در شرایط نامساعد مادی پرورش یافت. روزبه که به ریاضیات علاقه زیادی داشت، در کلاس پنجم متوسطه، رساله‌ای در زمینه حل معادلات درجهٔ چهارم و درجات عالی از طریق تقسیم تسلسل نوشت و به کمک آن، مسائل شیخ بها را که به معادلات درجهٔ عالی منتهی می‌شد، حل کرد.
وی به دلیل شرایط مادی پدرش که اجازه تحصیل در شعبه ریاضیات دانشکده علوم را نمی‌داد، وارد دانشکده افسری شد. طی دوران تحصیل در دانشکدهٔ افسری، روزبه پیوسته در زمره شاگردان برجسته رسته توپخانه بود و مورد علاقه فرماندهانش قرار داشت. وی پس از مدتی برای آموزش دانشجویان، به خدمت در دانشکده افسری فراخوانده شد و کنفرانس‌های علمی و نظامی در دانشکدهٔ افسری، دانشکدهٔ فنی، دبیرستان، دانشکدهٔ کشاورزی و دانشکدهٔ دامپزشکی برگزار کرد و در این دوران شانزده جلد کتاب نظامی، فنی و ریاضی برای شاگردان خود تألیف کرد.

## عضویت در حزب توده
روزبه در سال ۱۳۲۲، به حزب توده پیوست. در سال‌های اولیه شکل‌گیری حزب توده، کثرت مراجعه نظامیان با گرایش چپ، موجب شد که حزب، تصمیم به تأسیس یک سازمان نظامی مخفی بگیرد. آرداشس اُوانِسیان به عنوان نخستین مسئول سازمان نظامی معرفی شد، اما پس از بازگشت کامبخش از باکو، مسئولیت سازمان افسری به او سپرده شد. خسرو روزبه نیز، در این دوران عضو هیئت اجرائیه سازمان افسری بود.
در تابستان سال ۱۳۲۴ سرهنگ عبدالرضا آذر به اتفاق سرگرد علی اکبر اسکندانی که هر دو عضو سازمان افسران حزب توده بودند، تصمیم به قیام مسلحانه علیه محمدرضا شاه گرفته و به همراه گروهی از همفکرانشان در ترکمن صحرا قیام کردند؛ ولی این حرکت که به قیام افسران خراسان شهرت یافت و به سرعت سرکوب شد، حساسیت فراوانی برانگیخت. عده‌ای از افسران مبارز به فرمان ستاد ارشد، به کرمان تبعید شدند. طرح دستگیری روزبه نیز، ریخته شد اما روزبه که در مرخصی یک‌ماهه به سر می‌برد، به جای بازگشت به خدمت، مخفی شد و از بازداشت نجات یافت.

## زندگی مخفی و تعقیب و گریز
در این نخستین دوران از زندگی مخفی‌اش، سلسله مقالاتی به نام مستعار «ستخر» (اول واژگان ستوان توپخانه خسرو روزبه) در افشاء مفاسد سران ارتش و همچنین، دعوت افسران و درجه‌داران به مبارزه علیه حکومت نگاشت. کتاب «اطاعت کورکورانه» را نیز در همین دوران منتشر کرد که بازتاب وسیعی در کشور یافت و افکار عمومی را متوجه وجود افسری در درون ارتش کرد که پذیرای سنت حاکم، یعنی اطاعت کورکورانه نیست. او در این کتاب، از احساسات میهن‌دوستانهٔ خود، از نفرتش نسبت به استعمار و دست‌نشاندگان امپریالیسم انگلیس در ارتش و از عشق و علاقه‌اش به مردم محروم، سخن گفته‌است. روزبه همچنین نویسنده چندین رساله دربارهٔ شطرنج و جنگ‌افزارهای توپخانه‌ای بود و به‌همراه اوانسیان نخستین فرهنگ واژگان سیاسی در ایران را با عنوان «فرهنگ لغات و اصطلاحات فلسفی واقتصادی و سیاسی» به رشته تحریر درآورد.
اوانسیان در خاطرات خود، بی‌ریایی و صداقت روزبه را ستوده و در عین حال او را رادیکال و ناشکیبا و مزدور استالین میدانست که خواستار انضباط سختگیرانه‌تری است، توصیف می‌نماید.
روزبه در ۱۷ فروردین ۱۳۲۶، توسط رکن دوم ستاد ارتش دستگیر شد و قرار بود پس از انتقال به آذربایجان، در دادگاه زمان جنگ، محاکمه و تیرباران شود. اما در روز ۱۷ اردیبهشت همان سال، روز ملاقات عمومی زندانیان دژبان مرکز، به کمک تنی چند از همرزمانش از زندان گریخت.
او در فروردین ۱۳۲۷ مجدداً دستگیر شد و دادستانی ارتش برای وی، تقاضای اعدام نمود و در نهایت روزبه به ۱۵ سال زندان محکوم شد. او در آذر ماه ۱۳۲۹ به همراه نه تن دیگر از رهبران حزب توده (از جمله کیانوری، مرتضی یزدی، جودت، نوشین و قاسمی) که قبلاً همگی در دادگاه نظامی محاکمه شده بودند، به یاری افراد بیرون از زندان، ترتیب یک فرار جنجالی را از زندان قصر دادند، با تهیه نقشه قبلی یک نفر با لباس افسری ارتش و کامیون نظامی به زندان قصر مراجعه و با نشان دادن مدارک جعلی، خود را نماینده دستگاه قضایی ارتش معرفی و زندانیان را جهت انتقال به زندان مرکزی در جنوب تهران تحویل گرفت. دو افسر نگهبان زندان هم که از پیش در جریان ماجرا بودند، به بهانه بدرقه زندانیان با همین خودرو از آنجا خارج شدند و چند ساعت بعد اعلام شد که همگی با این نقشه فرار کرده بودند. این فرار مهیج و بی‌سابقه در تاریخ زندان قصر، موجب شد، تا شایعاتی مبنی بر کمک رزم‌آرا به زندانیان برای تخریب شاه، بر سر زبان‌ها بیفتاد، فروتن که طرح فرار مخاطره‌آمیز زندانیان توده‌ای را ریخته بود، این شایعه را مورد تمسخر قرار داد.
محور مرکزی فعالیت روزبه و یارانش در این زمان، گسترش سازمان افسران آزادیخواه در درون ارتش بود. علاوه بر این، او در مقام مسؤولیت شعبهٔ «اطلاعات کل حزب توده ایران» و «شعبه اطلاعات تشکیلات افسران آزادی‌خواه ایران» در واقع به مثابه چشم و گوش حزب بود. پس از غیرقانونی اعلام شدن حزب توده در سال ۱۳۲۷ فعالیت سازمان افسران افزایش یافت و در دوران حکومت مصدق، تعداد اعضای آن به ۶۰۰ تن رسید. در جریان کودتای ۲۸ مرداد، بسیاری از فعالان سیاسی به سازمان افسران چشم امید داشتند و تا سال‌ها این سازمان را به دلیل دخالت نکردن در کودتا، سرزنش کردند.
یکسال پس از کودتای ۲۸ مرداد ۱۳۳۲، تعداد زیادی از افسران عضو سازمان، بازداشت شدند. روزبه که در بازپرسی‌های اولیه، خود را مهندس معرفی کرده بود قبل از آن که شناخته شود، به دست افسران همرزمش فراری داده شد. اما ۲۷ تن از افسران اعدام شدند. ۴۲ نفر دیگر که حکم اعدام گرفته بودند، یک درجه تخفیف گرفتند و به همراه ۹۲ تن دیگر به حبس ابد محکوم شدند. ۱۱۹ نفر به ۱۵ سال حبس با کار اجباری، ۷۹ نفر به ۱۰ سال زندان مجرد و ۸۹ نفر به حبس‌های یک و نیم تا ده سال، محکوم شدند.
در چنین روزهایی، روزبه اخبار دستگیری و شکنجهٔ هم‌رزمان خود را دریافت می‌کرد و برای حفظ و جابه‌جا کردن آن‌هایی که هنوز دستگیر نشده بودند، بسیار تلاش می‌کرد و ناگزیر هر روز به لباسی درمی‌آمد تا رد خود را بر دشمن گم کند و مراقب بود تا باقی‌ماندهٔ حزب را از تعرض مأموران حکومتی در امان دارد. سفارت انگلستان رشک ورزانه و از روی اکراه با دادن لقب Red Pimpernel به روزبه، او را به خاطر استتار و گریز از دامهای متعدد پلیس و شجاعت و بی‌پروایی وی که او را هم در نظر حزب توده، هم مأموران اطلاعاتی و هم در افکار عمومی، یک شخصیت افسانه‌ای جلوه می‌داد، ستود.
عاقبت وی، در تابستان ۱۳۳۶، پس از گذاشتن قرار ملاقات با علی متقی که در خفا زندگی خود را با تحویل او به پلیس تاخت زده بود، پس از یک نبرد شدید با چندین تن از مأموران که در لباس مبدل، در بین مردم عادی خود را مخفی ساخته بودند، در یک کوچهٔ تنگ و بن‌بست در حوالی خیابان سیروس جنوبی (محله بازارچه اسماعیل بزاز)، هنگام بالا رفتن از تیر برق هدف گلوله قرار گرفته، مجروح و دستگیر شد.

## بازجویی و اعدام
خسرو روزبه را پس از دستگیری، ابتدا جهت مداوا به بیمارستان و سپس به زندان قزل‌قلعه منتقل کردند. چنان‌که ارواند آبراهامیان تاریخ‌نگار مشهور ایران معاصر در کتاب خود «اعترافات شکنجه‌شدگان» نقل می‌کند: روزبه - تحت شرایطی که اکنون بر ما آشکار نیست - مورد بازجویی قرار گرفت، از محاکمه او فیلم‌برداری شده و به‌طور مخفیانه در قزل قلعه به تاریخ ۲۱ اردیبهشت ۱۳۳۷ تیرباران شد.

### اعتراف قتل محمد مسعود
سرهنگ علی زیبایی، بازجوی اصلی بازداشت‌شدگان حزب توده که بعدها به سفارش ساواک، کتابی را به نام «کمونیسم درایران» نگاشته‌است و امکان دسترسی عموم به این کتاب تا پیش از پیروزی انقلاب ۱۳۵۷ وجود نداشته‌است، در کتاب خود نقل می‌کند که خسرو روزبه در بازجویی‌ها به قتل محمد مسعود یک روزنامه‌نگار مستقل، در سال ۱۳۲۶ و همچنین قتل چهار تن از اعضای حزب توده که به‌خاطر خیانت به حزب و فروش اطلاعات به پلیس پس از کودتای ۲۸ مرداد مورد ظن قرار داشتند، اعتراف کرده‌است. از این چهار نفر، نام حسام لنکرانی، فرزند یک روحانی شناخته شده در آذربایجان به چشم می‌خورد. زیبایی می‌نویسد که روزبه با این حال، تأکید کرده‌است که قتل محمد مسعود را بدون در میان گذاشتن آن با حزب انجام داده‌است، در حقیقت حزب توده تشکیلات نظامی خود را در سال ۱۳۲۵ منحل کرده و تا سال ۱۳۲۹ آن را دوباره ایجاد نکرده‌است. به خاطر میانه‌روی بیش از حد و نامطلوب حزب، روزبه به سال ۱۳۲۵ از آن کناره‌گیری کرده و تا حدود سال ۱۳۳۰ دوباره به آن نپیوسته‌است. در کتاب علی زیبایی، روزبه - که به پیروی از میخائیل باکونین و نه مارکس و انگلس یک افراطی بوده - همچنین اعتراف می‌کند که معتقد بوده ترور یک روزنامه‌نگار شناخته‌شده و ضدّ دربار مانند مسعود، کشور را به وضعیت دوقطبی رسانده و حزب توده را افراطی‌تر و رادیکال‌تر خواهد کرد.
ساواک هیچ‌گاه اعترافات روزبه را بیرون نداد، شاید به این خاطر که مرگ جسورانه‌اش، از او یک الگوی انقلابی ساخته و پرداختن بیش‌تر به این موضوع، موجب شهرت بیش‌تری برای روزبه می‌شد. ساواک ترجیح می‌داد از مخالفان شاه، افرادی گمنام بسازد.

### تیرباران
در شام‌گاه اجرای حکم اعدام، خسرو روزبه، وصیت‌نامه هفتاد صفحه‌ای خود را در تقبیح کاپیتالیسم و ستایش سوسیالیسم نگاشت و شرح داد که به چه خاطر او خواهان آن است تا برای «آرمان بزرگ انقلابی» حزب توده، جان خود را بدهد.

## واکنش‌ها
حزب پس از تیرباران شدن روزبه، او را به مقام عضویت در کمیته مرکزی رساند و هم‌رده تقی ارانی قرار داد. 
همچنین، هر سال در سال‌روز کشته شدن او، با انتشار مقالاتی به تمجید و ستایش او پرداخت و مجسمه‌ای به افتخار او در ایتالیا برپاشد. 
منظومهٔ آرش کمانگیر را سیاوش کسرایی در سال ۱۳۳۷ به یاد خسرو روزبه سرود.
احمد شاملو هم در سال ۱۳۵۴ شعری با عنوان «خطابهٔ تدفین» در کتاب دشنه در دیس، به مناسبت اعدام او سرود. در یادداشتی که در آخر کتاب برای این شعر نوشته شده‌است، شاعر از اینکه شعر را به خسرو روزبه تقدیم کرده‌است، اظهار پشیمانی می‌کند. او دلیل این کار خود را اقاریر روزبه در قتل محمد مسعود دانسته‌است. روزنامهٔ «ایزوستیا»، تعبیر «مردی بود که افسانه شد» را برای او به کار برد.

### ادبی و فلسفی
- تاریخ مختصر جنگ جهانی دوم
- اصول فلسفه (جلد اول – مقدمه)
- رز فرانس
- کودک در خانه و مدرسه
- دهکده لجوج
- بازی عشق و مرگ (اثر رومن رولان)
- سومیکو دختر هیروشیمایی
- رفقا (کتاب آموزشی کودکان)
- خود آموز زبان روسی – ترجمه از فرانسه و تطبیق با خصوصیات زبان فارسی
- غنچه‌های پژمرده
- سوسیالیسم علمی و سوسیالیسم تخیلی
- فرهنگ لغات و اصطلاحات فلسفی و اقتصادی و سیاسی
- جنگ کره

### سیاسی
- اطاعت کورکورانه
- کشور شوراها چگونه‌است و چطور اداره می‌شود؟
- خاندان پهلوی
- کتاب‌های آموزش شطرنج